# National Museum of Ireland
National Museum of Ireland (irsk Ard-Mhúsaem na hÉireann) er nationalmuseet i Irland. Museet har tre afdelinger i Dublin, og en enkelt i County Mayo, med særlig vægt på irsk kunst, kultur og naturhistorie.
Den arkæologiske afdeling rummer desuden National Library of Irelands afdeling om arkæologi. Blandt museets udstillede genstande er den berømte Tara-brochen, der stammer fra 700 e.Kr. og Derrynaflankalken fra omkring samme tidspunkt, samt Broighter-skatten fra første århundrede, Faddan More Psalter og Ralaghan-idolet.

## Afdelinger
- National Museum of Ireland – Archaeology, Kildare Street, Dublin
- National Museum of Ireland – Decorative Arts and History, Arbour Hill, Dublin
- National Museum of Ireland – Natural History, Merrion Street, Dublin
- National Museum of Ireland – Country Life, near Castlebar